# IC 679
IC 679 — галактика типу S (спіральна галактика) у сузір'ї Чаша.
Цей об'єкт міститься в оригінальній редакції індексного каталогу.